# Erenis
Créé en octobre 2002, Erenis était le 1er opérateur à s'être lancé dans le déploiement d'une infrastructure 100 % indépendante de celle de France Telecom, opérateur historique français. Ce réseau consiste à raccorder les immeubles en fibre optique avec une architecture FTTB (Fiber To The Building), tandis que les derniers mètres étaient réalisés sur un câble téléphonique classique, exploité en VDSL et VDSL2.
Cette topologie permet de réutiliser l'installation téléphonique existante chez l'abonné, tout en offrant pour la 1re fois du très haut débit (jusqu'à 100 Mb/s en descendant) et un meilleur débit remontant (jusqu'à 50 Mb/s).
Erenis a été acquise par Neuf Cegetel en mars 2007.

## Services proposés
Les services s'articulent autour d'une offre triple-play :
TéléphoneLe téléphone est distribué par la ligne téléphonique. Il était possible de souscrire un abonnement téléphonique sans Internet (prix de l'abonnement : 5€/mois). Les abonnés double-play et triple-play doivent mettre en place un filtre afin de séparer les fréquences basses portant le signal téléphonique des fréquences hautes portant le VDSL.
InternetLe modem VDSL utilisé par Erenis est le Zyxel 871H. Il dispose de 4 ports Ethernet mais ne propose pas de fonction de routage/nat. Un port est utilisé sur le VLAN Internet, un seconde sur le VLAN Vidéo et 2 ports sont inutilisés.
TVLa STB (décodeur TV) est de marque Netgem. Il est compatible HD (port HDMI), MPEG4 et TNT et se branche sur le modem VDSL de l'abonné et sur sa télévision. Le flux vidéo (VBR), issus du satellite et de la TNT ne subissait pas de re-compression, contrairement à l'ADSL : le débit pouvait atteindre dans les moments les plus animés jusqu’à 8 Mb/s en TV standard MPEG-2 et 18 Mb/s en TVHD MPEG-4. Le flux vidéo n'est pas scramblé, ce qui lui permet d'être visionné avec vlc sur PC.

## Historique

### 2002
- Octobre 2002 : Création de l'entreprise

### 2003
- Mai 2003 : Signature d'un accord-cadre avec la SAGI, pour déployer son réseau de fibre optique au sein du patrimoine de ce grand bailleur parisien (environ 40 000 logements concernés).

### 2005
- 31 décembre 2005 : Erenis a raccordé 950 immeubles—totalisant 27 000 logements --, situés dans 10 arrondissements parisiens.

### 2006
- 9 février 2006 : Erenis a levé 22,5 millions d'euros pour se développer[2]
- Avril 2006 : Erenis lance ses offres à destination des TPE et PME parisiennes en proposant un accès internet en VDSL et des services de PABX virtuels.
- Fin mai 2006 : Les premières offres triple play (internet, téléphone, télévision numérique) font leur apparition.
- Été 2006 : La Caisse des Dépôts rejoint le tour de table d'Erenis, avec une participation de 5 M€.
- 31 décembre 2006 : Erenis a raccordé 150 000 logements, situés dans 12 arrondissements parisiens.

### 2007
- Novembre 2007 : Erenis annonce le déploiement de la technologie VDSL2 permettant un débit de 100 Mb/s en descendant[3].
- 20 février 2007 : Neuf Cegetel et Erenis annoncent qu'un accord a été signé en vue de la prise de contrôle d'Erenis par Neuf Cegetel. Les offres Erenis ne sont alors plus commercialisées et le réseau est exploité dans le cadre de l'offre « 100 % NeufBox fibre optique ».
- 2 avril 2007 : Neuf Cegetel annonce avoir finalisé l’acquisition de 100 % du capital de la société Erenis (source : http://www.groupeneufcegetel.fr/dyn/File/presse_2007/070402CP-Erenis.pdf).
- 1er juillet 2007 : le site web d'Erenis s'éteint au profit de http://www.fibreoptique.neuf.fr/

### 2008
- 12 février 2008 : un courrier est envoyé aux abonnés Erenis pour leur indiquer qu'à défaut de migration chez Neuf, ils seraient résiliés le 31 mars 2008 pour des raisons techniques[4].